# Madeleine Deslandes
Pour les articles homonymes, voir Deslandes.
Madeleine Deslandes, née Madeleine Annette Edmée Angélique Vivier-Deslandes le 16 avril 1866 à Montluçon et morte le 2 mars 1929 à Paris 16e, est une femme du monde et romancière française, fervente du peintre Edward Burne-Jones.

## Biographie
Fille d'Émile Auguste Vivier, baron Deslandes (1832-1917), officier de marine, sous-préfet sous le Second Empire, en poste à Montluçon au moment de sa naissance, peintre et homme de lettres, et d’Émilie Caroline Helene von Oppenheim (1842-1866), elle est, par sa mère, petite-fille du banquier Simon von Oppenheim et, par son père, descendante du baron Paul Deslandes-Preuilly et de la cantatrice Angelica Catalani.
En septembre 1884, elle épouse le comte Maurice Fleury (1856-1921), historien et journaliste. Il s'agit d'un mariage arrangé par sa grand-mère paternelle, Adélaïde Kakoschkine (1811-1887), née Valabrègue. De ce mariage, un fils est né, Serge (1885-1973). En 1894, elle divorce, affirmant n'avoir jamais aimé cet homme dépensier et qu'elle n'a pas choisi.
Elle collabore très ponctuellement à quelques journaux (Le Gaulois, Le Figaro, La Nouvelle Revue). Madeleine Deslandes a écrit quatre romans sous le pseudonyme d'Ossit.
En 1893, Madeleine Deslandes se rend en Angleterre afin de rencontrer Edward Burne-Jones et écrire un article à son sujet (il sera publié dans Le Figaro en mai 1893). De son côté, Edward Burne-Jones peint son portrait en 1894-1895.
Elle tient un salon au 7 rue Christophe-Colomb dans le 8e arrondissement de Paris, fréquenté par nombre d'artistes, poètes ou compositeurs de renom. Selon le mot de Jean Lorrain, cet hôtel est un « Fairyland » au décor original (crapauds en faïence de toutes tailles, biches en bronze). On peut y rencontrer Maurice Barrès, Jean-Louis Forain, Jacques-Émile Blanche, Jean Lorrain, Henri de Régnier, Albert Flament, la princesse Jeanne Bonaparte, la princesse Edmond de Polignac (née Winnaretta Singer), le compositeur Pierre de Bréville et son compagnon le chanteur Maurice Bagès, etc.
Entre 1890 et 1894, elle entretient une intense liaison avec Maurice Barrès. Autour de 1893, elle tombe amoureuse du sculpteur Hermann Obrist (rencontré chez les Grant Duff qu'elle fréquente à Londres et en Italie), sans que cette inclination soit réciproque.
Spirite et liée aux milieux ésotériques (son père Émile était lui-même un proche de Papus), elle est très amie de la théosophe Walburga von Hohenthal (1839-1929), plus connue sous le nom de lady Paget, et de sa fille Alberta. Elle se rend fréquemment chez elle, dans sa villa de Bellosguardo (it), sur les hauteurs de Florence, ainsi qu'à St Fagans Castle (en), près de Cardiff. C'est dans le milieu florentin gravitant autour de Lady Paget qu'elle fait la connaissance de Muriel Draper (en).
À l'été 1899, lors d'un séjour au château de Chaumont-sur-Loire, elle rencontre le jeune Robert de Broglie (1880-1956), fils du prince Henri Amédée de Broglie et de Marie Say. Une idylle naît, malgré la réprobation des parents du jeune homme, qui est engagé peu après à Batna en Algérie dans un régiment de spahis. Madeleine Deslandes se débrouille pour le faire nommer à Alger, où elle le rejoint avant de le faire revenir, grâce à ses relations, en France. C'est là, au domicile de son père Émile Deslandes, qu'elle se fiance avec lui, en présence d'Henri de Régnier et de Robert d'Humières. En novembre 1901, elle l'épouse à Londres, mais ce mariage clandestin est annulé en mars 1902 par le tribunal de Paris, le jeune homme n'ayant pas recueilli l'accord de ses parents. Ils continuent néanmoins à vivre ensemble jusqu'à ce qu'en 1904, Robert de Broglie, lassé, profite d'un séjour chez Lady Paget à Florence, pour la quitter et s'enfuir avec une Américaine, Estelle Alexander (1872-1944), rencontrée peu de temps auparavant.
En 1904, elle a une brève relation avec Colette (l'écrivaine écrit, dans une lettre à Robert d'Humières : « Je la vois souvent, le soir, quand l'ombre a rendu impénétrables les futaies de la rue Christophe-Colomb, car je suis sa relation inavouable »), puis avec Natalie Clifford Barney en 1905, et un flirt avec Eva Palmer-Sikelianos en 1906. Madeleine Deslandes fut proche de l'écrivaine et artiste Lucie Delarue-Mardrus qui laissera quelques souvenirs d'elle dans ses mémoires, parus en 1938.
Entre 1906 et 1909, elle fréquente Rainer Maria Rilke, dont elle recueille un certain nombre de poèmes, qui seront vendus dans les années 1960 par son fils Émile. Fin 1909, elle fréquente de jeunes écrivains liés à Jean Cocteau : André Fernet et les frères Jehan et Henri Bouvelet. Elle s'entiche tout particulièrement d'Henri Bouvelet (1888-1912), poète délicat, avec lequel elle entretient un flirt très improbable (Henri Bouvelet est homosexuel et il s'agace volontiers des excentricités un peu voyantes de la baronne). En 1908, elle fait la connaissance de Gabriele D'Annunzio, qu'elle retrouve pendant la guerre lorsqu'elle part habiter en Italie (ses revenus, essentiellement d'origine allemande, sont bloqués par la France). C'est en 1917, à Rome, qu'elle séduit Ferdinando Hardouin-Monroy-Ventimiglia (1898-1957), fils du duc de Gallese et neveu de Gabriele D'Annunzio.
Après la Première Guerre mondiale, elle revient à Paris, mais sans retrouver tout à fait sa place dans les milieux mondains. Grâce à l'écrivain André Germain (1882-1971), elle continue toutefois de fréquenter un certain nombre d'écrivains, souvent curieux de connaître celle qui fut un des grands amours de jeunesse de Maurice Barrès.
Elle participe, en juin 1924, au soir de sa vie, à une fête de charité organisée par Boni de Castellane au profit du village Sarah Bernhardt en récitant, dans une cage au milieu de lions, un poème de Jean Richepin, comme le rapporte André Becq de Fouquières : « On la vit un soir, à la Foire de Neuilly, vêtue en prêtresse, entrer dans la cage aux lions où elle déclama un poème de Jean Richepin. On disait que cette exhibition lui avait été soufflée par Boni de Castellane pour qu’elle touchât le cœur du belluaire attaché à la ménagerie, et dont la musculeuse beauté avait frappé l’imagination d’Ossit ».
Ses sorties dans le monde sont de plus en plus rares. Quasiment ruinée, sous l'emprise de drogues, mais continuant de pratiquer la voyance, elle vit dans le souvenir des grands écrivains qu'elle a fréquentés et dans l'illusion qu'elle est une fée préraphaélite éternellement jeune.

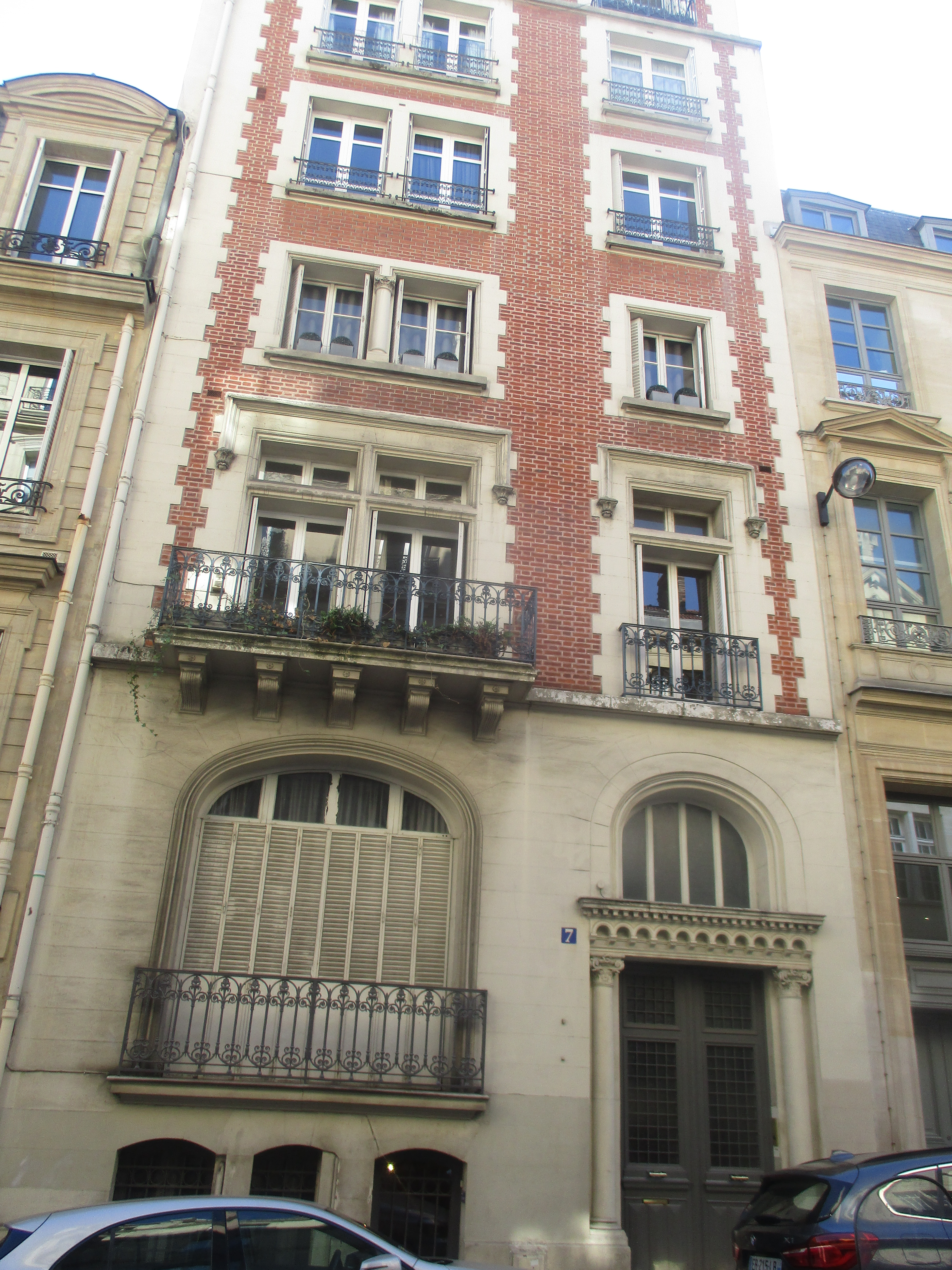
Hôtel particulier de Madeleine Deslandes, rue Christophe-Colomb.

## Publications
- 1892 : À quoi bon ?
- 1894 : Ilse
- 1898 : Il n'y a plus d'îles bienheureuses
- 1908 : Cyrène

### Iconographie
- Edward Burne-Jones, Madeleine Deslandes, 1894-1895, huile sur toile, Melbourne, National Gallery of Victoria.
- Photographie de Madeleine Deslandes, fonds Robert de Montesquiou, Paris, Bibliothèque nationale de France, N.A.F. 15307, fol. 108.